# Emil Solleder
Pas d'image ? Cliquez ici
Emil Solleder, né le 23 août 1899 à Munich et mort le 27 juillet 1931 à la Meije, est un alpiniste allemand et un guide de haute montagne. Il est l'un des grands noms de l'escalade dans les années 1920-1930 connues pour avoir été, dans les Dolomites, l'âge d'or du sesto grado (sixième degré).

## Biographie
Emil Solleder est issu d'un milieu modeste. Il fait son apprentissage en usine dans la construction de machines. Pendant la Première Guerre mondiale, il est mobilisé dans l'armée allemande. 
Après l'armistice en 1918, il exerce divers métiers. Il travaille comme serrurier ou se fait chercheur d'or en Alaska. À partir de 1921, voulant se rapprocher des montagnes, il s'engage comme aide puis gérant d'un refuge dans le Tyrol à Kitzbühel. En 1925, il obtient le diplôme de guide de haute montagne et de moniteur de ski,. Formé par l'école munichoise d'escalade dans les années 1920, Emil Solleder a gravi les parois du Kaisergebirge dans les préalpes autrichiennes. Il importe ensuite les techniques d'escalade en usage sur les falaises autrichiennes dans les Dolomites y ouvrant des itinéraires d'un niveau de difficulté jamais atteint dans ce massif.

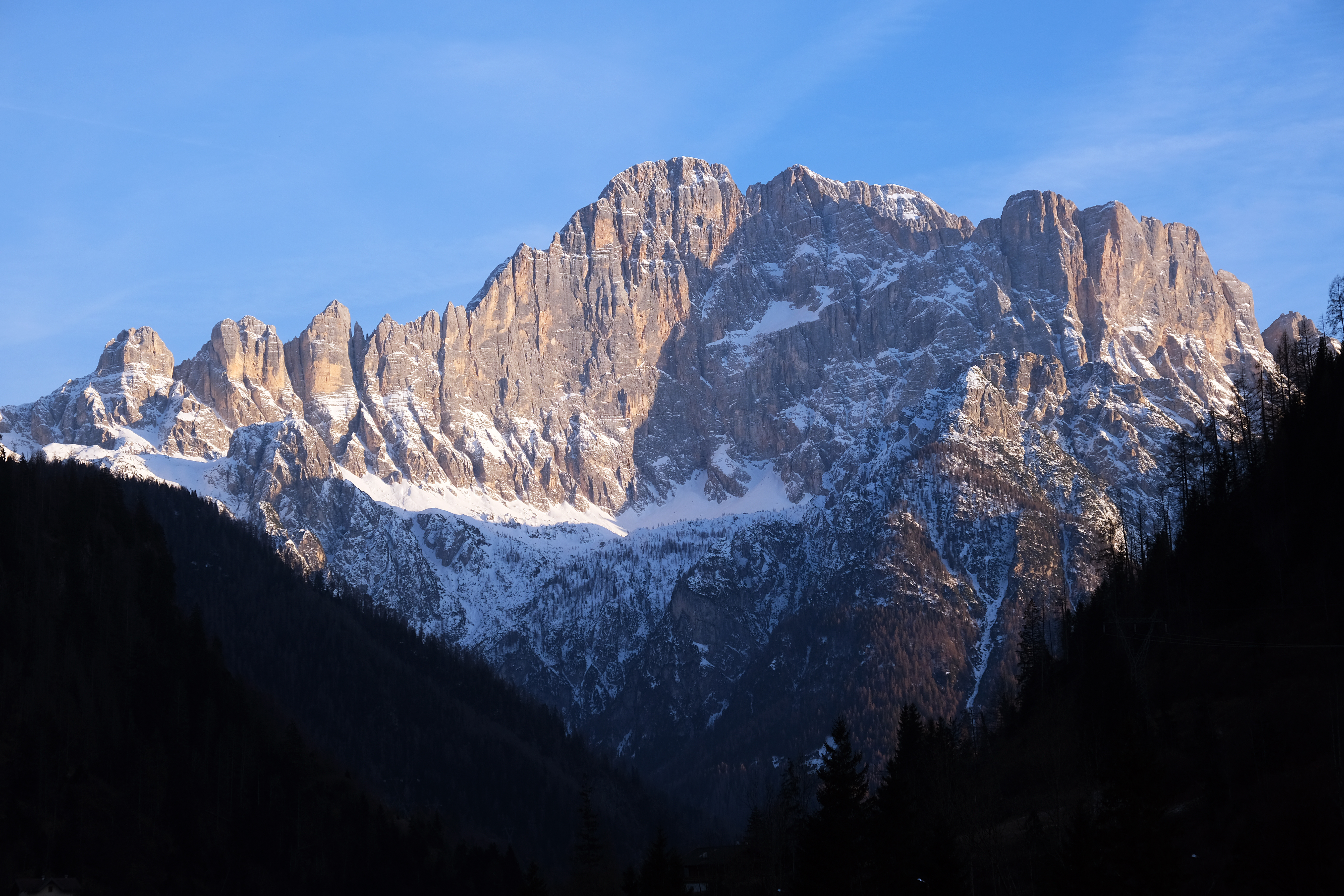
Face nord-ouest de la Civetta.

Célèbre pour ses exploits de rochassier, Emil Solleder réalise environ un millier de courses dont une vingtaine de premières dans les Alpes orientales. Il est connu pour être le premier à avoir atteint le sixième degré de difficulté (extrêmement difficile) à l'occasion de l'ouverture d'une voie dans la face nord-ouest de la Civetta. Pour ses ascensions, il utilisait très peu de matériel avec, par exemple, seulement 15 pitons pour 1 200 m de hauteur lors de l'ouverture de la face nord-ouest de la Civetta.
Emil Solleder est également un skieur de fond accompli. En 1926, il remporte la course bavaroise de ski de fond d'une longueur de 35 kilomètres et se signale dans d'autres courses. Il était par ailleurs entraîneur du bataillon de chasseurs de Kempten.
Il meurt le 27 juillet 1931 dans la traversée de la Meije lors d'une descente en rappel à la brèche Joseph Turc et est inhumé à Sankt Anton am Arlberg.

## Premières courses
Emil Solleder est principalement connu pour trois ouvertures de voies :
- 1er août 1925 : face nord de la Furchetta (Groupe des Odle) avec Fritz Wiessner (V et VI) ;
- 7 août 1925 : face nord-ouest de la Civetta avec Gustav Lettenbauer (VI) ;
- 6 septembre 1926 : face est du Sass Maor (Groupe des Pale di San Martino) avec Franz Kummer (V+).